# Брахилофусы
Брахилофусы, или фиджийские полосатые игуаны (лат. Brachylophus) — род ящериц из семейства Игуановые.
Эндемики островов Фиджи и Тонга.

## Виды
- Brachylophus gau
- Brachylophus bulabula
- Brachylophus fasciatus — полосатая фиджийская игуана[1]
- Brachylophus vitiensis — пятнистобрюхая фиджийская игуана[2]

## Открытие новых видов
До 2008 года считалось, что на Фиджи обитают только два вида игуан — Brachylophus fasciatus и Brachylophus vitiensis. Однако в ходе генетических исследований митохондриальной ДНК 61 особи игуан с 13 островов, проведённых генетиками из Австралийского национального университета, было доказано, что игуаны, обитающие на Фиджи, генетически можно четко разделить на три обособленных вида в составе одного рода. Новый третий вид был назван Brachylophus bulabula. После дальнейшего исследования живых экземпляров ящериц было выявлено, что новый вид внешне отличается от 2 предыдущих деталями окраски тела. В 2017 на острове Нгау был найден червёртый вид — Brachylophus gau.